# Барнаульский инструментальный магазин
Барнаульский инструментальный магазин — памятник архитектуры начала XIX века, расположенный в Барнауле на улице Ползунова, 39.
Построено в 1823-1826 гг. архитектором А. И. Молчановым. Стиль – классицизм. Представляет собой двухэтажное кирпичное оштукатуренное здание гармоничных пропорций с развитым карнизом. На нижнем этаже — ложный линейный руст, арочные оконные проемы окаймлены простыми наличниками с замковыми камнями.
Здание магазина входило в ансамбль заводских корпусов Барнаульского сереброплавильного завода и располагалось в левой части заводской территории, разделенной каналом надвое. Первоначально это было подсобное помещение заводской канцелярии, в котором хранили заводские инструменты, поэтому здание называлось инструментальным магазином.
Впоследствии в нем же хранили архивные документы, а в 1830 годах в здании находилась заводская казна.
Здание реконструировал архитектор Я. Н. Попов. в 1830-1840 годах, присоединив к нему глухую каменную ограду с портиками, сохранившимися до сегодняшнего времени, и гауптвахту (здание не сохранилось).
В 1920 годах в бывшем инструментальном магазине располагалось Алтайское губернское управление архивным делом, позднее там хранились фонды Алтайского государственного краеведческого музея .
Реставрация здания была проведена в 2003 году. В настоящее время в нем находится научно-производственный центр по сохранению историко-культурного наследия Алтайского края «Наследие» .
Здание входит в список памятников архитектуры федерального значения.